# Richard Rochefort
Richard Rochefort (* 7. Januar 1977 in North Bay, Ontario) ist ein ehemaliger kanadischer Eishockeyspieler, der unter anderem für die Iserlohn Roosters und Augsburger Panther in der Deutschen Eishockey Liga aktiv war.

## Karriere
In der Ontario Hockey League begann 1994/95 die Karriere von Richard Rochefort bei den Sudbury Wolves. Nach dem ersten der drei Jahre in dieser Elite-Nachwuchsliga zogen ihn die New Jersey Devils beim NHL Entry Draft 1995 in siebter Runde. Den Rest der Saison 1996/97 spielte er bei den Sarnia Sting.
Anschließend wurde der Mittelstürmer zur Saison 97/98 in die Organisation der Devils, in ihr AHL-Farmteam Albany River Rats, aufgenommen. Dort spielte er fünf Jahre, ehe er sich für einen Wechsel nach Europa entschied. In der finnischen SM-liiga lief er für Ässät Pori auf, doch nach etwas mehr als einem halben Jahr folgte ein Kurzauftritt in der Schweiz, beim HC Ambrì-Piotta. In der Saison 2004/05 war er in der ersten italienischen Liga beim HC Fassa beschäftigt. Sein erstes Deutschland-Engagement endete schon nach 39 Spielen in der Spielzeit 2005/06. Wegen der finanziellen Probleme der Lausitzer Füchse, bei denen er zu den besten Scorern gehörte, verließ er Weißwasser wieder in Richtung Italien. Mit dem SV Ritten konnte er sogar noch Vize-Meister werden.
Zu dem Wechsel zu den Iserlohn Roosters zur Spielzeit 2006/07 führte dann wohl, dass sowohl Cheftrainer Geoff Ward - aus Albany - und Co-Trainer Bernd Haake - aus Fassa - Rochefort noch kannten. Mit den Roosters verpasste er knapp die Play-offs und wechselte anschließend zu den Seibu Prince Rabbits in die Asia League Ice Hockey, wo er als Verteidiger auflief. Nach der Hauptrunde lag er mit seinem Team auf dem ersten Platz, scheiterte allerdings im Halbfinale an den Nippon Paper Cranes. Im nächsten Jahr schaffte Rochefort es mit den Seibu Prince Rabbits bis ins Finale, wo man aber wieder den Nippon Paper Cranes unterlag. Im November 2009 wurde Rochefort von den Augsburger Panthern aus der DEL verpflichtet, die er aber nach einer Saison wieder verließ. Nach einer Spielzeit bei den Nikkō IceBucks in der Asia League beendete er seine Karriere.
Anschließend war Rochefort eine Zeit lang als Trainer tätig. Unter anderem betreute er das Team der Nipissing University für vier Saisons als Assistenztrainer.

## Karrierestatistik
(Legende zur Spielerstatistik: Sp oder GP = absolvierte Spiele; T oder G = erzielte Tore; V oder A = erzielte Assists; Pkt oder Pts = erzielte Scorerpunkte; SM oder PIM = erhaltene Strafminuten; +/− = Plus/Minus-Bilanz; PP = erzielte Überzahltore; SH = erzielte Unterzahltore; GW = erzielte Siegtore; 1 Play-downs/Relegation; Kursiv: Statistik nicht vollständig)